# Dasychira azelota
Dasychira azelota är en fjärilsart som beskrevs av Collenette 1933. Dasychira azelota ingår i släktet Dasychira och familjen tofsspinnare. Inga underarter finns listade i Catalogue of Life.